# West Highland Way
Le West Highland Way (WHW), est un chemin de randonnée en Écosse faisant partie des Great Trails. D'une distance d'environ 154 kilomètres, soit 96 miles, il relie Milngavie, situé au nord de Glasgow, à Fort William, dans les Highlands. Environ 85 000 personnes empruntent ce sentier chaque année, sur une durée de 5, 6 ou 7 jours. Une course annuelle, appelée "West Highland Way Race", a lieu sur le parcours.

## Histoire
Le West Highland Way a été le premier sentier à porter le titre de "Long Distance Route" en Écosse. Son développement a été lancé en 1974 et il a été inauguré le 6 octobre 1980.

## Localités traversées
Elles sont listées du sud au nord, avec des distances approximatives.
- Milngavie
- Beech Tree Inn, Glengoyne
- Drymen
- Balmaha, Loch Lomond; 30 kilomètres (19 mi)
- Rowardennan, Loch Lomond; 44 kilomètres (27 mi)
- Inversnaid, 54 kilomètres (34 mi)
- Inverarnan, 64 kilomètres (40 mi)
- Crianlarich, 75 kilomètres (47 mi)
- Tyndrum, 85 kilomètres (53 mi)
- Bridge of Orchy, 95 kilomètres (59 mi)
- Inveroran, 99 kilomètres (62 mi)
- Kingshouse, 115 kilomètres (71 mi)
- Kinlochleven, 130 kilomètres (81 mi)
- Fort William, 152 kilomètres (94 mi)